# オピネル

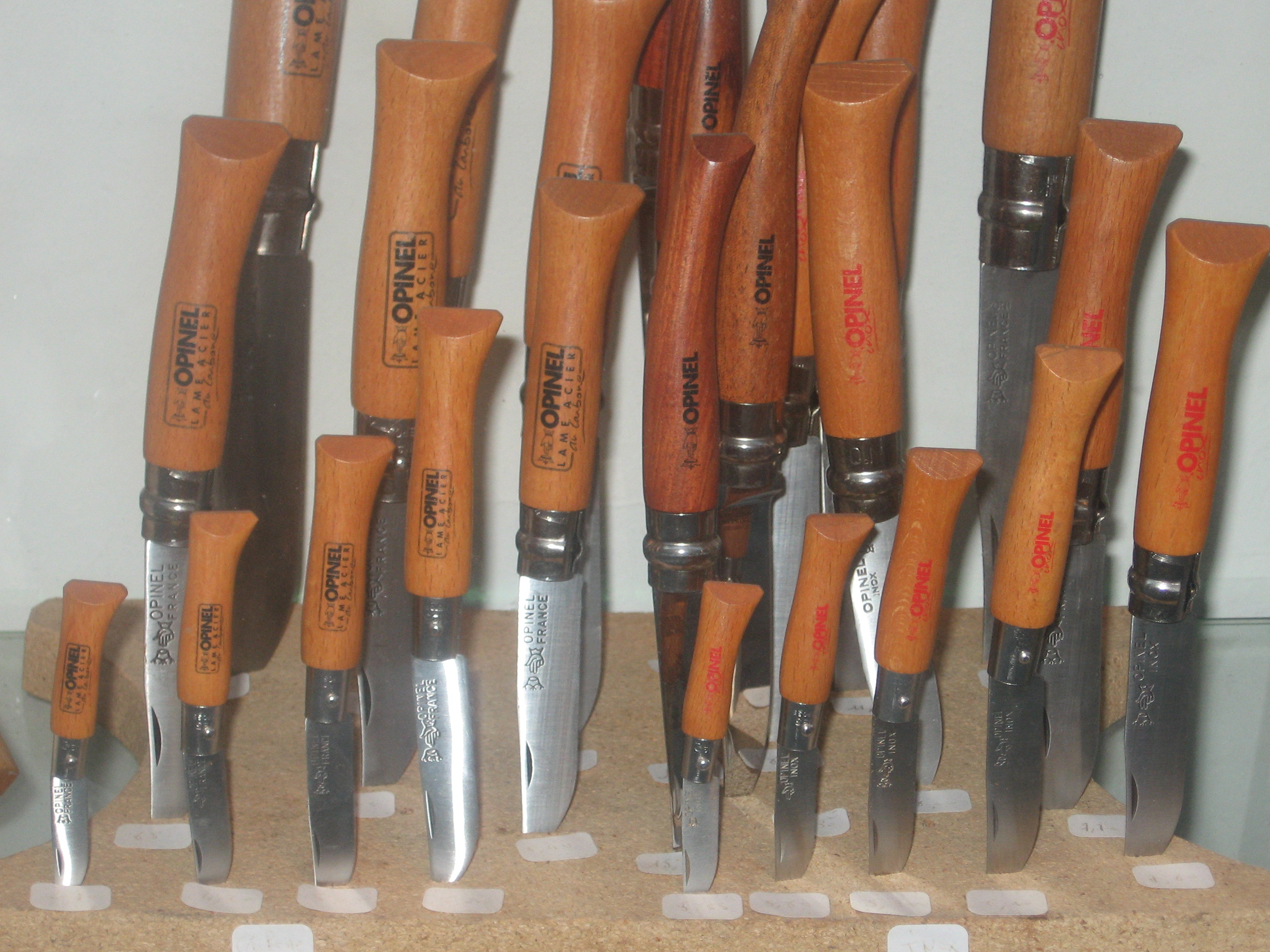
様々なオピネル・ナイフ

オピネル（Opinel ）は主に折りたたみナイフを製造しているフランスの刃物メーカーである。

## 概要
オピネルの折りたたみナイフはフランスのサヴォワ地方の野鍛冶、ジョセフ・オピネルが1890年に考案したものが原形で、以来、現在に至るまで基本的なデザインを変えることなく生産されている。このデザインの優秀さは1985年に世界的な工芸品の博物館として知られるロンドンのヴィクトリア&アルバート博物館が選出した「世界で最も美しい100のプロダクト」の一つにも選ばれている他、ニューヨーク近代美術館の収蔵品にも加えられていること等で認められている。
日本での輸入発売元はハイマウント。

## 構造

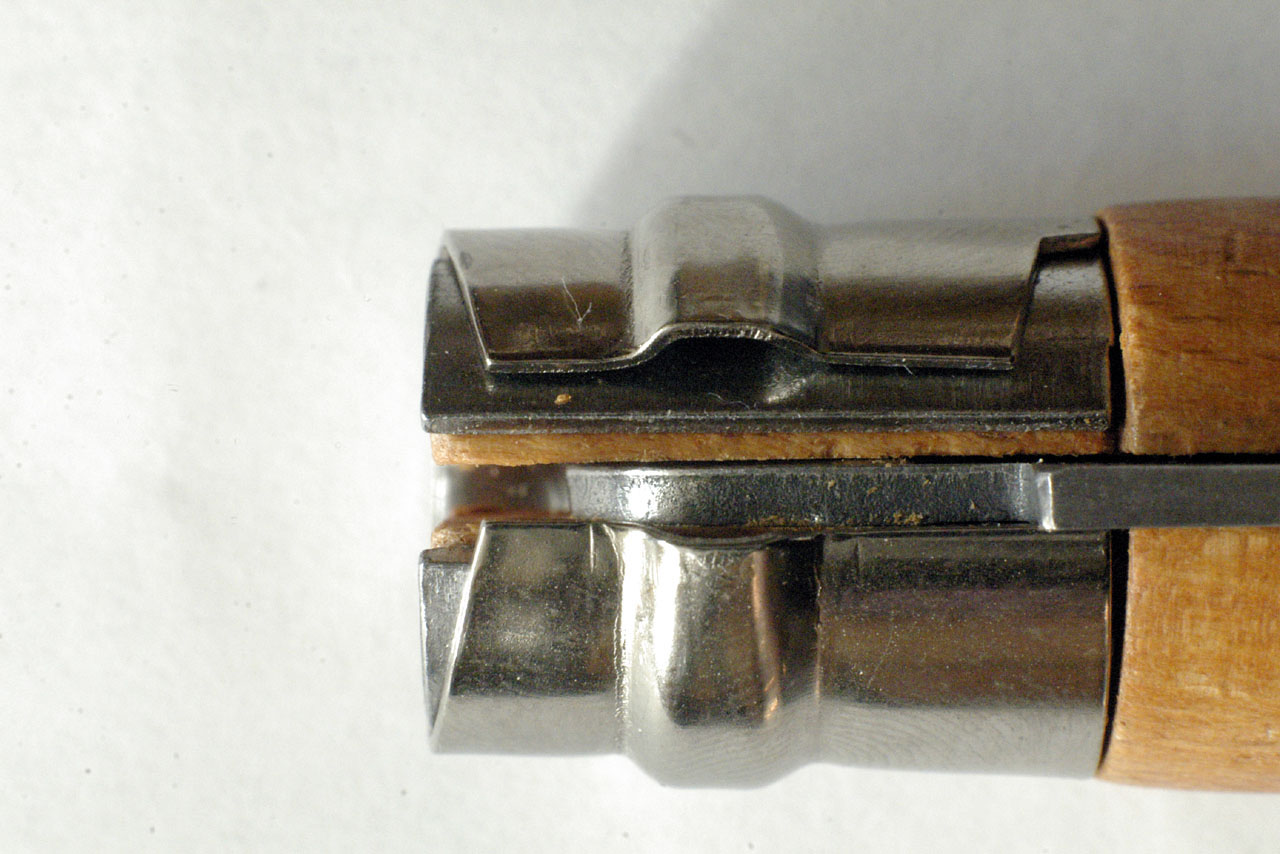
ブレードロックを外した状態

オピネルは折りたたみではないフィクスド(固定刃)式の包丁等も製造しているが、ここでは同社の折りたたみナイフの構造について記述する。

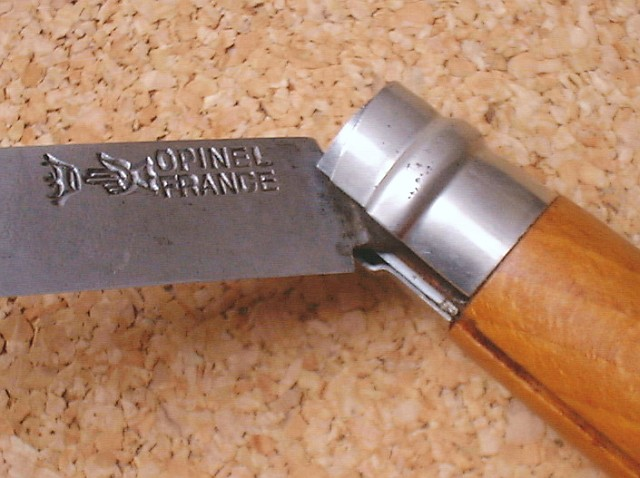
ブレードを折りたたむところ

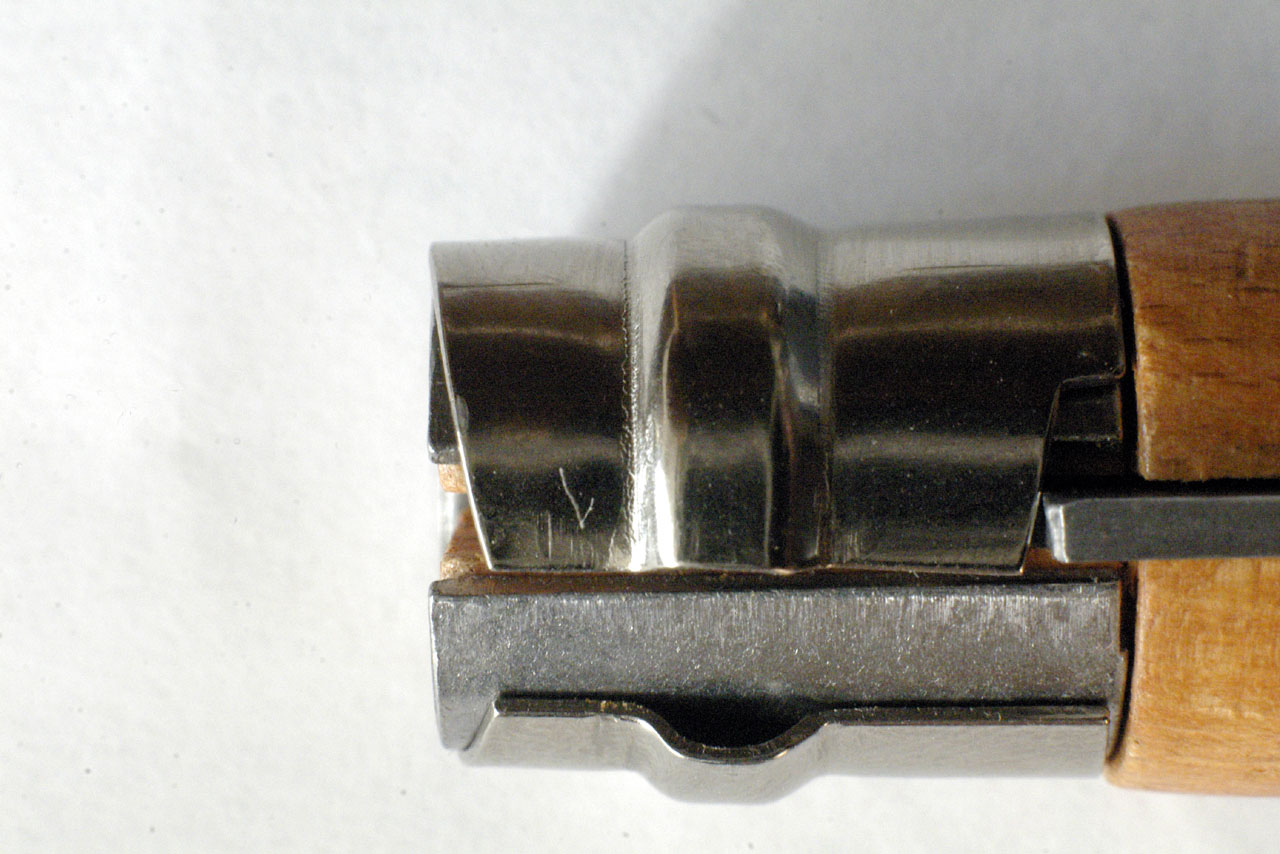
ブレードロックをした状態

ジョセフがオピネルの原型を完成させたのは1890年であるが、この時ジョセフは18歳であった。最も難しかったのは折りたたんだ刃を収納する部分の加工をどうするかという問題であったが、ジョセフは回転刃を持つ治具を独自に開発してこの難問を解決した。現在のオピネルもジョセフ考案になるこの加工法を用いている。
オピネルのナイフは時代と共にグリップや刃の材質、機構の詳細部分など改良を重ねてきているが、21世紀現在の最も基本的なオピネルは以下のような構造を持つ。すなわち「ブナ材にオレンジ色のニス仕上げのハンドル」「鋼の両刃ブレード」「セーフティーリング」である。この1955年に考案されたセーフティーリングは「ヴィロブロック(Virobloc)」と呼ばれ、開刃時にリングを捻ることでブレードをロックできる。2000年に改良されたものは開・閉時のどちらでもブレードをロック出来る形式になっている。
ブレード材は炭素鋼の「カーボンスチール」とステンレス鋼の「ステンレススチール」があり後者はINOXと刻印されていることで区別できる。刃の形状は一般的な若干の反りがあるものの他にもドロップポイントのもの、大きい内反りのあるガーデニングナイフ、刃先を丸めたラウンドティップ、フィレナイフなども生産されている。
ハンドル材はブナ材が多いが、トネリコ、紫檀、炭素繊維、牛骨、桜、クルミ、オリーブなど多種多様なものも存在している。

## 歴史
- 1890年 - ジョセフ・オピネルが最初のオピネル・フォールディングナイフを完成させる
- 1897年 - 現在でも用いられるNo.1からNo.12というバリエーションのナイフを開発
- 1909年 - 商標登録
- 1955年 - セーフティーリングが開発される
- 1960年 - ジョセフ・オピネルが死去
- 1960年代 - ハンドル材が桜からブナに変更される。
- 2000年 - ナイフが閉じた状態でも安全に持ち運べるようにセーフティーリングが改良される

特記なき場合の出典は。

## 日本での商品構成

### アウトドア

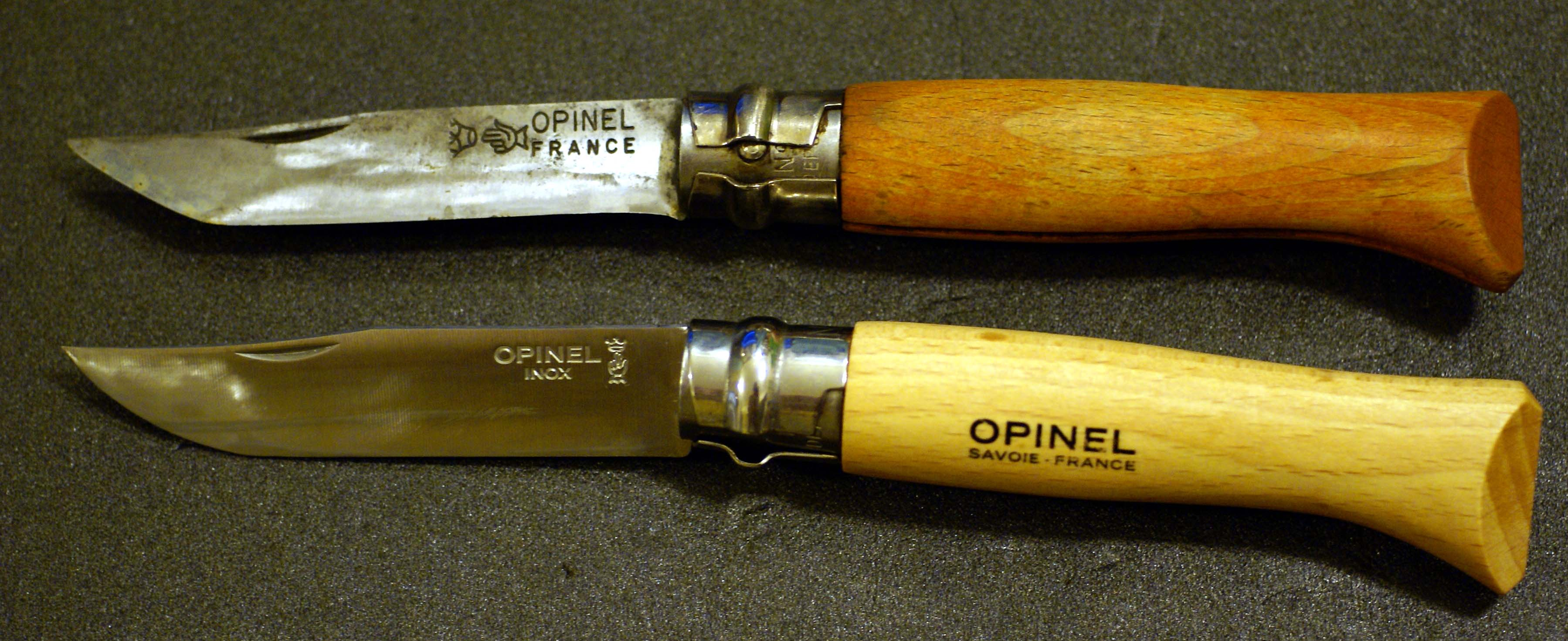
No.8。上は研ぎ減りした炭素鋼ブレード、下はステンレスブレード

比較的安価で軽いため、登山者、キャンパーに広く親しまれている。
伝統的な形状のハンドルとセーフティーリングを持つもの。10本セットで販売されているものを除くと、No.6(刃の長さ7.0)からNo.12(同12.0)までで、鋼材は炭素鋼とステンレス鋼が選べる。
また、ステンレスのNo.7で刃先を丸めた「ラウンドティップナイフ」、ステンレスのNo.8でシャックル留め・ホイッスル・ロープカット用鋸刃・ハング用ストラップを持ち、ポリアミド・硝子ファイバーのハンドルがつけられた「No.8 アウトドア」、ステンレスでNo.6、No.7、No.8の革紐が付く「トレッキング」のような変種も販売されている。

### キッチン
No.125のペティナイフ「ボナペティ」、No.117のバターナイフ「スプレッティングナイフ」、細身で刃の長さが10.0の「テーブルナイフ」があり、それらはハンドル色・材を複数の中から選べる。
また、若干の反りがあり波刃のパン切り包丁「ブレッドナイフ」も販売されている。

### ガーデン
園芸や農作業用にデザインされた商品群である。

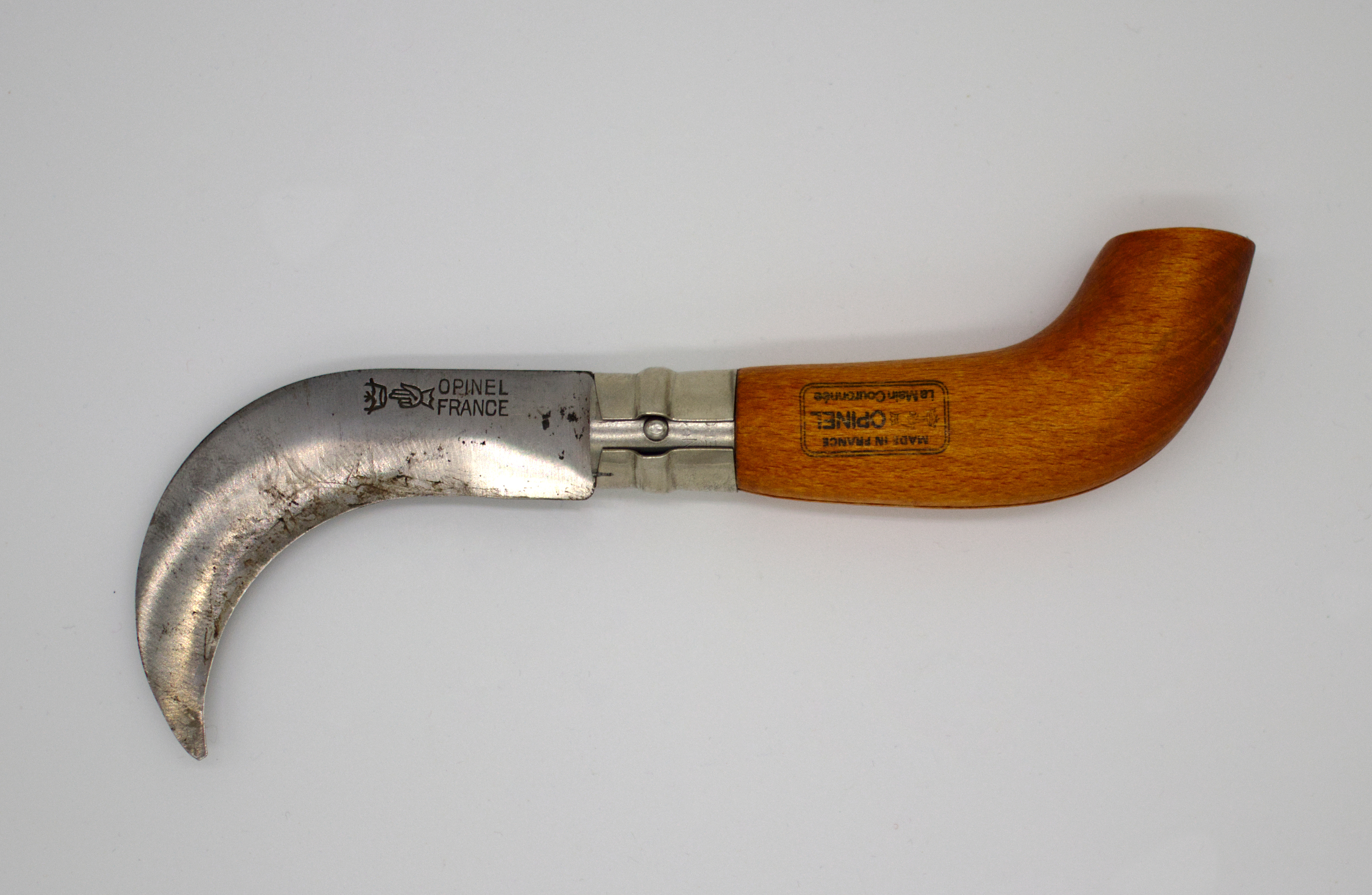
剪定用

ハンドル後部にブラシを備え、内反りの刃を持つ「マッシュルームナイフ」、ドロップポイントの「ガーデニングナイフ」(以上No.8)、強い内反りを持つNo.8かNo.10の「草刈ナイフ」、No.12かNo.18のノコギリである「のこぎりナイフ」がある。ハンドル形状や刀身の形状は独特であるが、No.18以外のブレードロック機構は共通している。

## クラウンド・ハンドの由来

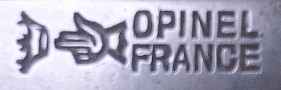
「クラウンド・ハンド」と呼ばれる刀身上のロゴ

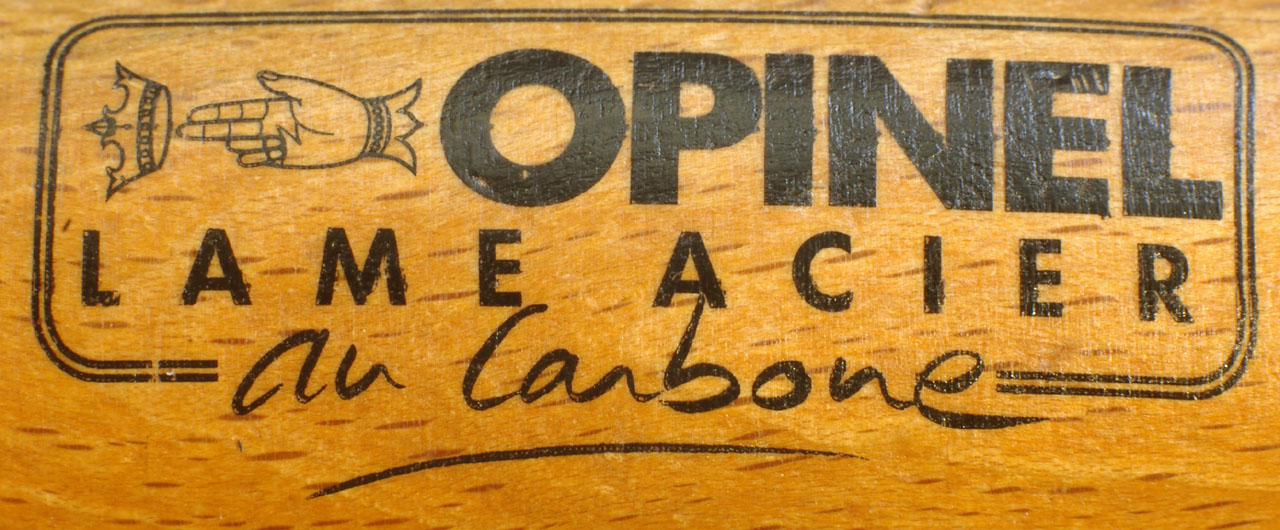
現在の標準的なハンドルのロゴ

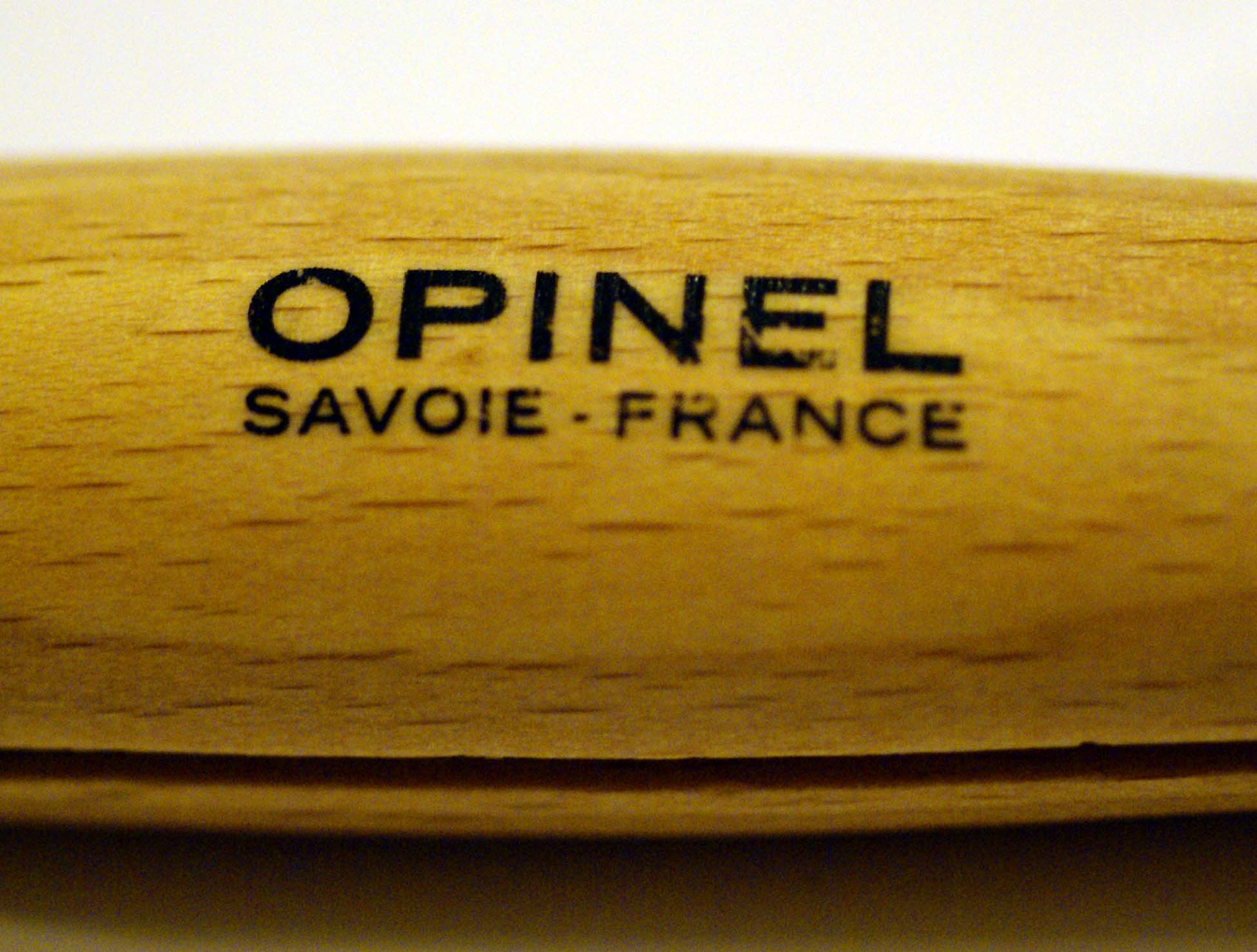
簡略化されたロゴ

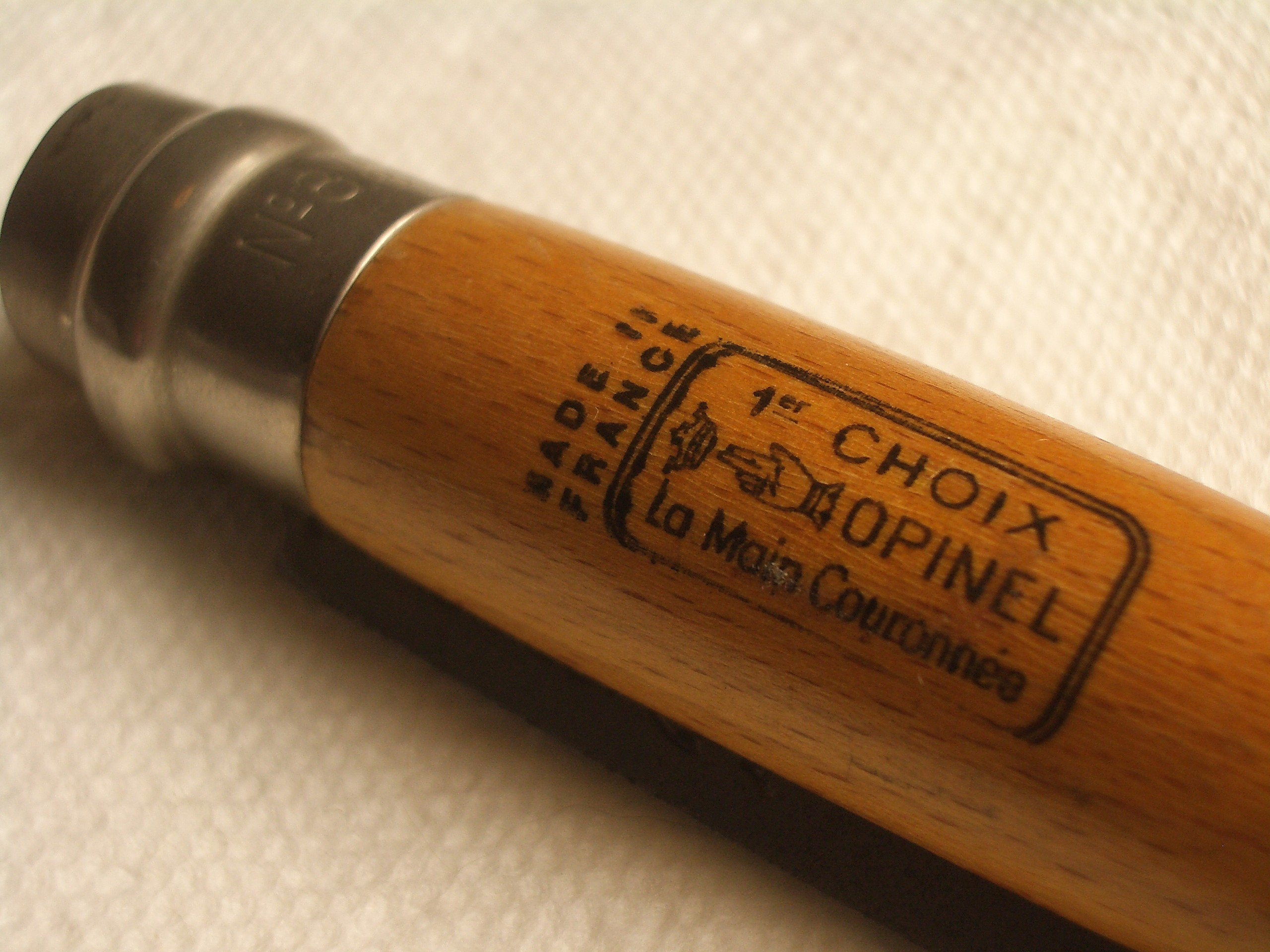
ロゴのヴァリエーション

オピネル・ブランドの商標であるクラウンド・ハンドは、オピネル家が住んでいたサン・ジャン・ド・マリアンヌの聖堂の参事会の紋章が原型となっている。サン・ジャン・ド・マリアンヌの聖堂は洗礼者ヨハネの聖遺物を収蔵しているが、オピネルの商標中の3本の指を立てた右手は、洗礼者ヨハネがキリストに洗礼を施した時の手の形をイメージしている。また王冠は、サヴォイア地方がかつて独立した公国であったことを象徴していると考えられている。

## 主な番手とサイズ
- No.1 - 1939年に生産中止

- No.2 - 刀身長35ミリ
- No.3 - 刀身長42ミリ
- No.4 - 刀身長50ミリ
- No.5 - 刀身長60ミリ。現在でもこの大きさまではヴィロブロックが省かれている
- No.6 - 刀の長さ7.0
- No.7 - 刀の長さ8.0
- No.8 - 刀の長さ8.5
- No.9 - 刀の長さ9.0
- No.10 - 刀の長さ10.0
- No.11 - 1939年に生産中止
- No.12 - 刀の長さ12.0
- No.13 - 刀身長225ミリ

No.6~No.10、No.12の刃の長さはオピネル公式サイト記載の通り

## 手入れと補修
オピネル博物館公式ウェブサイトによると、湿気の多い場所に放置したり洗い桶の中に入れたりすることは望ましくないとされている。刃付けは20度の角度が推奨されている。またブレードロックが緩い場合はプライヤーでセーフティーリングを外して調整することも可能である。